# Dorsal (station)
Dorsal är en tunnelbanestation i tunnelbanesystemet Metro de Santiago i Santiago, Chile. Nästföljande station i riktning mot Vespucio Norte är Zapadores och nästa station i riktning mot Hospital El Pino är Einstein.